# Divertimento
Divertimento (italienska — underhållning, förströelse) och (franska) divertissement, huvudsakligen 1700-talets musikform som lämpade sig för till exempel banketter, och är en modernare ersättare för tidigare använd tafelmusik.
I regel var ett 1700-talsdivertimento ett verk bestående av fyra till tio kortare satser, för 3-4 stråkar, blåsare eller blandad besättning. Mästare på området var Mozart och Haydn.
Divertissement är en underhållningsform som bjuder på korta nummer av dans, sång och instrumentalmusik. I Sverige förekommer divertissement ofta i samband med Nobelbanketten.